# Consejo Nacional Saharaui
El Consejo Nacional Saharaui, fundado el 28 de noviembre de 1975 con el nombre de Consejo Nacional Provisional, es, según la Constitución de la República Árabe Saharaui Democrática aprobada por el VII Congreso del Frente Polisario el 19 de junio de 1991, la instancia del Poder Legislativo en la República que controla la acción del Gobierno Nacional. Los miembros del Parlamento son elegidos para un periodo de tres años por sufragio universal directo. Desde 2007 el CNS está formado por 53 miembros. Desde 2020 está presidido por Hamma Salama.
La Constitución Saharaui también establece que en el caso de que el cargo de Presidente de la república durante la etapa transitoria quedara vacante por causa de fallecimiento o por causa de enfermedad grave que le imposibilite ejercer sus funciones, el presidente del Parlamento asumirá provisionalmente las funciones de la Presidencia de la República.

## Historia
El CNS se fundó el 28 de noviembre de 1975 bajo el nombre del Consejo Nacional Provisional como sustituto de la que se denominaba Asamblea General Saharaui dependiente de España y fue el primer poder legislativo saharaui.
El Consejo Nacional Provisional celebró su primera reunión el 30 y 31 de diciembre de 1975 bajo la presidencia de M`Hamed Zeyu.
Tras la celebración en 1995 del IX Congreso del Frente Polisario se otorgó al CNS todas las prerrogativas legislativas y de control sobre el gobierno y aprobación de leyes. El IX Congreso decide que el CNS esté compuesto por 101 miembros y que cada legislatura sea de un año y medio y con tres sesiones ordinarias en (otoño, invierno y primavera).
A partir del X Congreso (agosto de 1999) decide reducir el número de miembros del CNC a 51 y las sesiones a dos, cada una de tres meses: una en otoño para la aprobación y evaluación del programa anual de gobierno, y otra en primavera para el estudio de los proyectos ley y su aprobación, y en caso necesario se celebra una sesión extraordinaria.
Se mantiene la duración de la legislatura por un año y medio hasta el XI Congreso del Frente Polisario celebrado en Tifariti, donde se decide extenderla a tres años por el tiempo entre un congreso y otro.
En octubre de 2007 se elevó el número de miembros del CNS a 53 y quedó estable su elección para el periodo que separa dos congresos y se mantienen dos sesiones: una en otoño para la aprobación y evaluación del programa anual de gobierno, y otra en primavera para el estudio de los proyectos ley y su aprobación.

## Reformas
Entre las reformas aprobadas por el CNS está la abolición de la pena de muerte.

## Presidentes
Lista de los presidentes del Consejo Nacional Saharaui:
- M'Hamed Zeyou
- Ahmed Baba Ahmed Miské
- Khalil Yahdih
- Mahmoud Ahmed Sidahmed
- El Kenti Jauda
- Baba Ahmed Hamoudi
- Ahmed Mohamed Lamin
- Mohamed Rahal
- Abdelkader Taleb Oumar
- Salem Lebsir
- Mahfoud Ali Beiba
- Khatri Addouh
- Hamma Salama